# سیارک ۱۲۸۱۰
سیارک ۱۲۸۱۰ (به انگلیسی: 12810 Okumiomote، نامگذاری:1996BV) دوازده هزار و هشتصد و دهمین سیارک کشف شده‌است که در ۱۷ ژانویه ۱۹۹۶ کشف شد.